# Veronica Bilbao La Vieja
Veronica Bilbao La Vieja (eigentlich Veronica Perugini; * 22. August 1963 in Rom) ist eine italienische Filmregisseurin, Drehbuchautorin und Filmproduzentin.

## Leben
Perugini wuchs in Udine auf und zog nach dem Schulabschluss nach Venedig, wo sie an der Università Ca’ Foscari an der Fakultät für Literatur und Philosophie studierte. Auch die „Scuola Ipotesa“ von Ermanno Olmi wurde von ihr besucht. Nach Anfängen als Regieassistentin ab 1990 debütierte sie mit ihrem Erstlingswerk Il teppista 1994. Vier Jahre später gründete sie mit Giancarlo Sartoretto die Firma „Caro Film“, mit der sie neben einem eigenen Film 2001 die Arbeiten anderer koproduzierte; darunter waren Filme von Francesco Suriano, Abel Ferrara und Jean Sarto. 2004 startete sie das Projekt „Neche“, das sich mit der Distribution unabhängiger Filme via Internet beschäftigt und das erste Internet-Filmfestival betreibt.

## Filmografie (Auswahl)
Regie
- 1994: Il teppista
- 2001: L'appuntimento

Produktion
- 2000: Il debito
- 2010: Pandemia